# Helicoprion bessonowi
Геликоприон Бессонова (лат. Helicoprion bessonowi) — вид ископаемых хрящевых рыб рода геликоприон отряда евгенеодонтообразных.  
Впервые был описан Карпинским. Основой для описания послужила так называемая зубная спираль, найденная в окрестностях г. Красноуфимска Пермской губернии в 1897 году краеведом А. Г. Бессоновым.
Геликоприон Бессонова достигал 4 метров в длину. Зубная спираль достигала 35–40 см в диаметре.
Геликоприон — хрящевая (бескостная) рыба, поэтому кроме зубной спирали от него ничего не сохранилось. Диаметр первой найденной спирали достигал 26 см, а сама спираль насчитывала 3–3,5 оборота. На основе строения зубов рыбу относили к акулам или химерообразным, но позже её отнесли к евгенеодонтам.
Зубная спираль по Карпинскому, находилась на носу, затем стали предлагаться другие версии. Доказательством того, что спираль находилась на симфизе нижней челюсти было то, что у родственного саркоприона зубная спираль находилась именно в этом месте. Р. Пруди в 2008 году высказал свою точку зрения. Он утверждал, что спираль находилась в глотке и снаружи при закрытой пасти не была видна. Новейшая реконструкция прижизненного облика опубликована в работе О. А. Лебедева.
Геликоприон предположительно питался пелагическими рыбами и головоногими моллюсками. Гипотеза основана на концентрации зубов на симфизе нижних челюстей так же, как у некоторых современных теутофагов-китообразных, для которых известны пищевые спектры; аналогично питание и у эвгенеодонтиформов: геликоприонид и эдестид.

## В массовой культуре
Реконструкция одной из версий прижизненного облика и отпечаток зубной спирали геликоприона Бессонова (Helicoprion bessonovi Karpinsky, 1899) изображены на оборотной стороне сувенирной банкноты «Пермский краеведческий музей: пермский период» серии «Музеи. Память о веках», выпущенной в 2024 году в рамках совместного проекта Пермской печатной фабрики – филиала АО «Гознак» и Пермского краеведческого музея к 300-летию Перми и 135-летию музея.